# Gary Halvorson
Gary Halvorson, född 1955, är en amerikansk regissör, som mest arbetar med TV-serier och TV-program. Han har även regisserat filmer.
Han är utbildad klassisk pianist på Juilliard School, men är främst känd som regissör av framför allt TV-serien Vänner (där han regisserat 47 avsnitt) och The Drew Carey Show. Hans första film som regissör var filmen Elmos äventyr i Grouchland (1999), som är en barnfilm. Han började sin karriär genom att regissera ett musikprogram för Leonard Bernstein.